# James Dasaolu
James Dasaolu (Londra, 5 settembre 1987) è un velocista e bobbista britannico, campione europeo dei 100 metri piani a Zurigo 2014.

## Biografia

### Primi anni
James Dasaolu ha iniziato la sua carriera nel mondo dell'atletica relativamente tardi, iniziando a gareggiare solo nel 2006. Tuttavia Dasaolu, che gareggia per la società Croydon Harriers, ha fatto miglioramenti costanti e significativi fin dai primi anni, portando il record personale sui 100 m a 10"75 nel 2006, poi 10"33 nel 2007 e successivamente 10"26 nel 2008.

### 2008
La stagione 2008 ha visto Dasaolu scalare la classifica nazionale britannica relativa alla velocità. Sotto la guida dell'allenatore Michael Khmel, presso la Loughborough University, e allenandosi con Harry Aikines-Aryeetey, campione mondiale juniores nel 2006, e Leon Baptiste, campione europeo juniores nel 2003, Dasaolu ha vinto il campionato inglese under-23 e ha raggiunto le semifinali ai trials olimpici britannici.

### 2009
All'inizio della stagione 2009 ha mostrato un ulteriore miglioramento. Al settimo meeting Graziano Della Valle in Italia, ha registrato il nuovo record personale sui 100 m con il tempo di 10"15 e ha concluso al secondo posto assoluto alle spalle di Aikines-Aryeetey. Due settimane più tardi ha chiuso in 10"25 al meeting Papaflessia in Grecia, prestazione seconda solo al leader stagionale europeo Dwain Chambers.

### 2010
La stagione 2010 ha visto Dasaolu fare il suo debutto nella nazionale britannica seniores ai Campionati europei di Barcellona, grazie alla qualificazione ottenuta dopo ai trials britannici con il tempo di 10"23. La partecipazione agli Europei non è stata tuttavia particolarmente felice; dopo aver passato le batterie con il tempo di 10"40, è stato eliminato in semifinale con il tempo di 10"31.

### 2013
Ha iniziato il 2013 vincendo una medaglia d'argento ai Campionati europei indoor di Göteborg sui 60 metri; con il suo nuovo record personale di 6"48, tempo fatto registrare in finale, è stato sopravanzato di pochi millesimi dal solo Jimmy Vicaut.

### 2020: il passaggio al bob

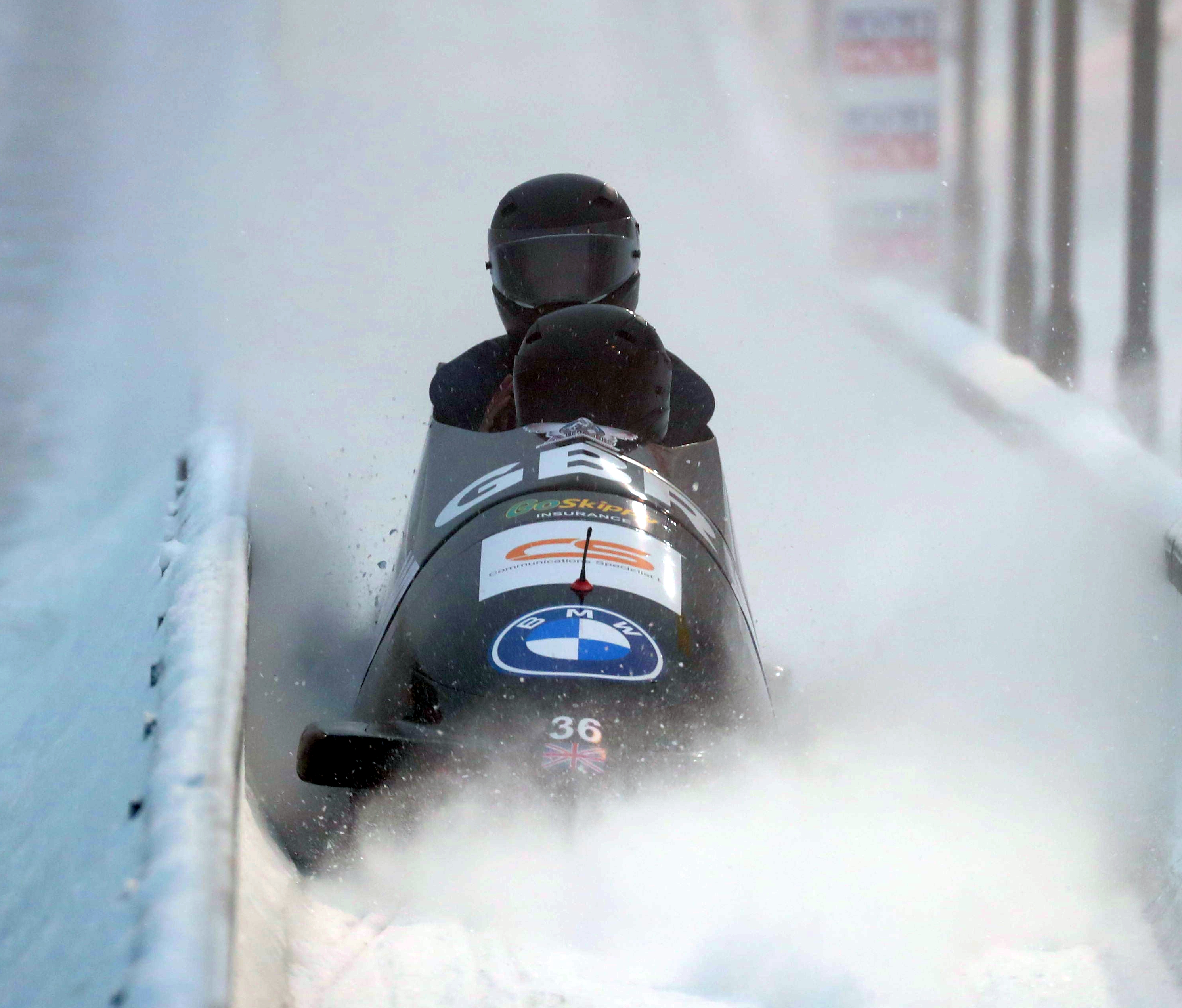
James Dasaolu (dietro) durante la fase di frenata al termine della quarta discesa dei campionati mondiali di Altenberg 2021

Nell'inverno del 2020 Dasaolu decise di cimentarsi nel bob nel ruolo di frenatore per squadra nazionale britannica, debuttando in Coppa Europa a dicembre di quello stesso anno. Esordì invece in Coppa del Mondo all'avvio della stagione 2020/21, il 12 dicembre 2020 a Innsbruck, dove si piazzò al diciannovesimo posto nel bob a due in coppia con Lamin Deen.
Ha preso parte ai campionati mondiali di Altenberg 2021, dove si piazzò al ventesimo posto nel bob a due sempre con Deen alla guida della slitta.

## Palmarès
| Anno | Manifestazione  | Sede           | Evento      | Risultato  | Prestazione | Note                          |
| ---- | --------------- | -------------- | ----------- | ---------- | ----------- | ----------------------------- |
| 2010 | Europei         | Barcellona     | 100 m piani | Semifinale | 10"31       |                               |
| 2012 | Giochi olimpici | Londra         | 100 m piani | Semifinale | 10"18       |                               |
| 2013 | Europei indoor  | Göteborg       | 60 m piani  | Argento    | 6"48        | Miglior prestazione personale |
| 2013 | Mondiali        | Mosca          | 100 m piani | 8º         | 10"21       |                               |
| 2014 | Europei         | Zurigo         | 100 m piani | Oro        | 10"06       |                               |
| 2015 | Mondiali        | Pechino        | 100 m piani | Batteria   | 10"13       |                               |
| 2016 | Mondiali indoor | Portland       | 60 m piani  | Semifinale | dq          |                               |
| 2016 | Europei         | Amsterdam      | 4×100 m     | Oro        | 38"17       |                               |
| 2016 | Giochi olimpici | Rio de Janeiro | 100 m piani | Semifinale | 10"16       |                               |
| 2017 | Mondiali        | Londra         | 100 m piani | Semifinale | 10"22       |                               |

## Altre competizioni internazionali
2014
- Oro in Coppa continentale ( Marrakech), 100 m piani - 10"03